# Биркин, Дмитрий Гаврилович
Дмитрий Гаврилович Биркин (24 октября (5 ноября) 1819 — 24 мая (5 июня) 1886) — русский военный инженер, генерал-лейтенант, начальник Киевского военно-инженерного управления, владелец фотографической мастерской в Киеве.
Один из основателей первого общественного объединения русских фотографов — Пятого светописного отдела Императорского Русского технического общества.

## Биография
Из дворянского рода Биркиных. Крещён 26 октября в селе Филатово Пpонского уезда, Рязанской губернии. В 1838 году окончил офицерские классы инженерного училища, откуда в чине подпоручика был зачислен в корпус военных инженеров.
Работал преимущественно в Киеве: на протяжении 1857—1865 годов был командиром инженерной команды; в течение 1865—1874 годов — начальником инженеров Киевского военного округа, принимал непосредственное участие в возведении и реконструкции многих капитальных сооружений города, в том числе: Владимирского собора и гражданской тюрьмы, где им устроена образцовая вентиляция.
Как фотограф-любитель работал с конца 1850-х годов. Основал в Киеве большую фотографическую мастерскую и создал особый фотографический прибор для съёмки и нивелирования местности. Его снимки широко воспроизводились в изданиях конца 1850-х, начала 1860-х годов.
В 1866 году, по рекомендации Николая Закревского, выполнил серию видовых фотоснимков Киева для Московского археологического общества. Автор первой фотографической панорамы Подола.
Умер 24 мая 1886 года в Санкт-Петербурге.

## Семья
Жена Антуанетта Константиновна, урождённая Брун — дочь статского советника, лютеранского вероисповедания.
Братья и сестры: Сергей (15.1.1805 — ?) — выпускник Офицерских классов Главного ИУ (1825), военный инженер, генерал-майор, коллежский советник; Николай — воспитанник Института корпуса путей сообщений, состоял в Губернских строительных комиссиях, майоp; Владимир (26.10.1814 — ?) — пpовинциальный секpетаpь; Надежда — муж поручик Ивашкин; Александра — муж коллежский асессор Ф. А. Кавдин; Федосья.

## Награды
- орден Белого орла (1884)
- знак отличия беспорочной службы за XV лет (1853)
- орден Святого Станислава 1-й степени (1871)
- орден Святого Станислава 2-й степени с императорской короной (1856)
- орден Святого Станислава 3-й степени (1844)
- орден Святой Анны 1-й степени (1873)
- орден Святой Анны 2-й степени (1850)
- орден Святой Анны 2-й степени с императорской короной (1858)
- орден Святой Анны 3-й степени (1848)
- орден Святого Владимира 2-й степени (1881)
- орден Святого Владимира 3-й степени
- орден Святого Владимира 4-й степени (1864)